# Lucio Brogeras
Lucio Brogeras Cano (o Lucio Brojeras Cano), político español. Realizó estudios de Medicina.
Firmante del Pacto Federal Castellano, en 1869, en representación de la provincia de Burgos y perteneciente al Partido Republicano Federal.
Obtuvo acta de diputado en el Congreso de los Diputados por la circunscripción de Aranda de Duero, tras ser elegido diputado en las elecciones de 10 de mayo de 1873.
Fue un hombre vinculado al teatro en Aranda de Duero. En este sentido, Lucio Brogeras dirigió el Cuadro Artístico que representó a finales del siglo XIX la obra teatral Electra en la villa arandina.